# صدرک (شهرک)
صدرک (به لاتین: Sədərək) یک منطقه مسکونی در جمهوری آذربایجان است که در شهرستان صدرک واقع شده است. صدرک ۷۲۶۰ نفر جمعیت دارد.